# 寡居的一年
《寡居的一年》（直译：「地板上的門」）是一部2004年由陶德·威廉斯编剧并执导的美国劇情片。影片剧本改编自約翰·艾文1998年小说《寡居的一年》（A Widow for One Year）的前三分之一部分。

## 剧情
故事背景设定在長島的一个高档海滨社区，儿童书籍作家兼艺术家泰德·科尔与妻子玛丽安以及年幼的女儿露丝生活在一起，通常由保姆爱丽丝照看。家中墙上挂满了这对夫妇的青年儿子的照片，他们因一场车祸去世。这场悲剧让玛丽安陷入深度抑郁，也使得夫妻关系岌岌可危。唯一将他们联系在一起的，是露丝每天都会按惯例观看一间陈列着已故儿子照片的家庭画廊。
泰德和玛丽安暂时分居，轮流住在家里和镇上租的公寓中。泰德雇用了艾迪·欧海尔当他的暑期助理和司机，因为他因酒后驾车被吊销了驾照。
身为一名有抱负的作家，艾迪很崇拜泰德，但很快发现艾迪是个以自我为中心的花花公子，工作时间安排混乱，迫使年轻的助理自己打发时间。不久后，艾迪和玛丽安发展出一段关系，但似乎并没有让泰德感到困扰，因为他也在与当地居民伊芙琳·沃恩（咪咪·羅傑斯饰）约会，还在为她画画时发生关系。露丝发现艾迪与她母亲发生性关系后，泰德感到不安，告知艾迪可能需要出庭作证帮他争取女儿的撫養權。
最终，玛丽安离开了泰德和女儿，带走了已故儿子所有的照片和底片，除了唯一一张因破损正在重新装裱的照片，破损的玻璃还弄伤了露丝。艾迪主动取回了这张照片，以便露丝至少能拥有一张关于哥哥们的部分影像。
泰德向艾迪讲述了导致他儿子们死亡的车祸。他提到他和玛丽安的醉酒，以及他未能清理车尾灯和转向灯的积雪，可能都是悲剧发生的原因之一。他详细描述了事故的经过，帮助艾迪理解玛丽安的深切绝望。泰德始终无法完全理解玛丽安为什么会离开，不断重复问道：“什么样的母亲会离开自己的女儿？”
故事的最后，泰德独自在球场上打壁球时停下动作，面向镜头露出无奈的表情，然后打开地板上的门，走了下去。

## 演员
- 傑夫·布里吉 饰 泰德·科尔
- 金·貝辛格 饰 玛丽安·科尔
- 乔恩·福斯特 饰 艾迪·欧海尔
- 畢由·菲力浦（英语：Bijou Phillips） 饰 爱丽丝
- 艾丽·范宁 饰 露丝·科尔
- 咪咪·羅傑斯 饰 伊芙琳·沃恩
- 罗伯特·鲁蓬尼（英语：Robert LuPone） 饰 门德尔松
- 唐娜·墨菲 饰 装裱店老板
- 約翰·羅斯曼（英语：John Rothman） 饰 明蒂·欧海尔
- 哈维·卢米斯 饰 卢米斯医生

## 制作
谈及与18岁的乔恩·福斯特（Jon Foster）的亲密戏时，金·貝辛格表示她很担心，因为演员年纪尚轻。“我很喜欢他，也很想保护他，这与以往的情况正好相反，因为通常是我合作的男演员保护我。所以这次完全是反过来的。但乔恩非常坚强，是个很可爱的小伙子，”贝辛格说道。
谈到48岁时拍摄的全裸戏，咪咪·羅傑斯承认“有点害怕”，但一旦她和导演陶德·威廉斯商定好细节，她很快就脱下了衣服。

## 奖项与提名
傑夫·布里吉获獨立精神獎最佳男主角提名，但输给了《酒佬日記》的保罗·吉亚玛提。陶德·威廉斯获独立精神奖最佳剧本提名，但输给了亚历山大·佩恩和吉姆·泰勒（Jim Taylor）为《酒佬日記》共同创作的剧本。此外，他还入围了聖塞瓦斯蒂安電影節金贝壳奖，但最终败给了巴曼·戈巴第的《烏龜也會飛》。这部影片还获得了國家評論協會杰出电影制作奖。